# 중리동 (대구)
중리동(中里洞)은 대한민국 대구광역시 서구의 법정동이다.

## 유래
석씨 가문이 처음 거주인 이후 여러 성씨가 이주하여 자연부락을 이루었으며, 평리동과 상리동(가르뱅이) 중간에 위치하고 있어 중리동으로 부르게 되었다.

## 역사
- 조선시대 중리동/신기동
- 1895년 음력 윤5월 1일 대구부 대구군 달서면 중리동/신기동[1]
- 1896년 8월 4일 경상북도 대구군 달서면 중리동/신기동[2]
- 1910년 10월 1일 경상북도 대구부 달서면 중리동/신기동
- 1914년 4월 1일 경상북도 달성군 달서면 중리동[3]
- 1938년 10월 1일 경상북도 대구부 중리동 (서부출장소 관할)[4]
- 1949년 8월 15일 경상북도 대구시 중리동[5]
- 1963년 1월 1일 경상북도 대구시 서구 중리동 (서부출장소를 서구로 승격)[6]
- 1965년 2월 1일 행정동 상중이동 관할[7]
- 1981년 7월 1일 대구직할시 서구 중리동[8]
- 1985년 12월 1일 행정동 중리동 관할 (행정동 상중이동을 상이동, 중리동으로 분동)[9]
- 1995년 1월 1일 대구광역시 서구 중리동[10]
- 1998년 9월 25일 행정동 상중이동 관할 (행정동 상이동, 중리동을 합동)[11]

## 교육 기관
- 대구달서초등학교
- 서남중학교
- 중리중학교
- 경덕여자고등학교

## 같이 보기
- 상중이동(上中梨洞)